# Непълнозъби
Непълнозъбите (Xenarthra или Edentata) са група плацентни бозайници разпространени в Централна и Южна Америка, която обединява мравояди, ленивци и броненосци.

## Обща характеристика
Непълнозъбите, както говори наименованието, се характеризират със слаба диференциация или пълна липса на зъби. Освен това имат съкратен брой пръсти въоръжени с дълги и яки нокти, мозъкът им е примитивен, слабо набразден или почти гладък и имат най-бавния метаболизъм сред всички живородни бозайници.

## Еволюция
Непълнозъбите се смятат за едни от най-примитивните съвременни плацентни бозайници. Появата им се отнася към ранния терциер, преди около 60 милиона години (малко след края на мезозойската ера)

## Класификация
В по-старата литература Непълнозъбите се срещат под научното наименование Edentata, което ще рече беззъби. Разред Edentata е включвал също Люспениците и Тръбозъбите, но в съвременната литература тези бозайници се отделят в самостоятелни разреди. Настоящето латинско наименование на Непълнозъбите Xenarthra всъщност означва необичайностави, заради необичайното за бозайници устройство на ставите на гръбначните прешлени. От друга страна в последно време мравоядите и ленивците се отделят от броненосците, като разред Xenarthra, вече като надразред, се дели на два отделни разреда: Pilosa (мравояди и ленивци) и Cingulata (броненосци).
- надразред Xenarthra – Непълнозъби
  - разред Pilosa (Flower, 1883)
    - подраред Vermilingua (Illiger, 1811) – Мравояди
      - семейство Myrmecophagidae – Мравояди
      - семейство Cyclopedidae (Pocock, 1924) – Мравояди джуджета

    - подразред Folivora (Phyllophaga) (Delsuc, Catzeflis, Stanhope, and Douzery, 2001) – Ленивци
      - семейство Bradypodidae – Трипръсти ленивци
      - семейство Megalonychidae (Ameghino, 1889) – Двупръсти ленивци

  - разред Cingulata (Illiger, 1811) – Броненосци
    - семейство Dasypodidae (Gray, 1821) – Броненосцови

|               | Xenarthra                                                           |
|               |                                                                     |
| Boreoeutheria | \| \| Laurasiatheria \| \| \| \| \| \| Euarchontoglires \| \| \| \| |
|               | \| \| Laurasiatheria \| \| \| \| \| \| Euarchontoglires \| \| \| \| |
|               | Laurasiatheria                                                      |
|               |                                                                     |
|               | Euarchontoglires                                                    |
|               |                                                                     |

|  | Laurasiatheria   |
|  |                  |
|  | Euarchontoglires |
|  |                  |

|               | Xenarthra                                                           |
|               |                                                                     |
| Boreoeutheria | \| \| Laurasiatheria \| \| \| \| \| \| Euarchontoglires \| \| \| \| |
|               | \| \| Laurasiatheria \| \| \| \| \| \| Euarchontoglires \| \| \| \| |
|               | Laurasiatheria                                                      |
|               |                                                                     |
|               | Euarchontoglires                                                    |
|               |                                                                     |

|  | Laurasiatheria   |
|  |                  |
|  | Euarchontoglires |
|  |                  |